# Belarus damlandslag i volleyboll
Belarus damlandslag i volleyboll representerar Belarus i volleyboll på damsidan. Laget slutade som bäst på åttonde plats i 
Europamästerskapet 1993. och 1995.

### Fotnoter
1. ↑  Todor Krastev (11 mars 1993). ”Women Volleyball XVIII European Championship 1993 Brno (TCH) - 24.09-02.10 Winner Russia” (på engelska). Sport Statistics. Arkiverad från originalet den 26 juni 2015. https://web.archive.org/web/20150626192219/http://todor66.com/volleyball/Europe/Women_1993.html. Läst 29 juni 2015.
2. ↑  Todor Krastev (11 mars 1995). ”Women Volleyball XIX European Championship 1995 Arnhem (NED) 23.09-01.10 Winner Netherlands” (på engelska). Sport Statistics. Arkiverad från originalet den 23 juni 2015. https://web.archive.org/web/20150623145639/http://todor66.com/volleyball/Europe/Women_1995.html. Läst 29 juni 2015.